# لويس توماس (لاعب كرة قدم)
لويس توماس (بالإنجليزية: Lewis Thomas)‏ هو لاعب كرة قدم بريطاني، ولد في 1997. لعب مع فوريست غرين.